# François Gnonhossou
François Xavier Gnambodè Gnonhossou, né le 3 décembre 1961 à Dassa-Zoumè au Bénin, est un ecclésiastique béninois de l'Église catholique romaine. Il est évêque de Dassa-Zoumé.

## Biographie

### Origines et études
François Gnonhossou naît le 3 décembre 1961 à Dassa-Zoumè. Il obtient des diplômes en comptabilité et en droit civil à l'université nationale du Bénin. Il rejoint la Société des missions africaines et étudie aux séminaires de Ouidah et d'Ibadan. Il prononce ses vœux perpétuels le 6 décembre 1996,.

### Ordination et nomination
François Gnonhossou devient prêtre le 26 juillet 1997. Après avoir exercé des fonctions pastorales, il étudie à l'Institut catholique de Paris de 2003 à 2004. Après des années passées à la direction régionale de l'Ordre en Afrique, il travaille au Canada de 2009 à 2013. En 2013, il rejoint la direction générale de l'Ordre à Rome.
Le pape François le nommé évêque de Dassa-Zoumé le 12 février 2015,. Le nonce apostolique au Bénin, l'archevêque Brian Udaigwe dirige son ordination épiscopale le 28 mars de la même année. Les co-consécrateurs sont l'archevêque de Cotonou, Antoine Ganyé, et l'archevêque émérite de Niamey, Michel Christian Cartatéguy SMA,.